# Културна революция
Великата пролетарска културна революция (на традиционен китайски: 無產階級文化大革命, на опростен китайски: 无产阶级文化大革命, на пинин: wúchǎn jiējí wénhuà dà gémìng; обикновено съкратена като 文化大革命; и известна просто като 文革 – Културната революция) е термин, с който се обозначава масова кампания в Китайската народна република, организирана от комунистическия партиен лидер Мао Дзъдун от 1966 до октомври 1976 г., насочена срещу партийни служители и интелектуалци, които Мао и неговите последователи обвиняват в предателство на революционните идеали и по неговите думи стават поддръжници и проводници на капитализма. Този период се характеризира с крайна политизация във всички области на живота в градовете, съпроводена с безпорядък в действията на студенти и работници от по-ниските слоеве на обществото, хаос в партийното ръководство, засилен терор на всички нива в страната и политически катаклизъм, придружен от многобройни епизоди на насилие. През този период култът към личността на Мао достига огромни размери.
Основните цели на Културната революция са утвърждаване на възгледите на Мао в ръководството на Китайската комунистическа партия, в качеството им на държавна идеология и в рамките на борбата с възгледите на политическата опозиция, както и очистване на държавата от прокрадналите се в партията и обществото т.нар. „стари елементи“ – либералисти, които според Мао застрашават да се превърнат в нова буржоазия и да възстановят капиталистическия строй.
Този процес обикаля страната, оказва въздействие и върху селските райони, разпространява се върху работническата класа и накрая сред войниците от армията като води до образуването на народните комитети на работници, войници и партийни кадри, които функционират като органи с двойна власт в различните задачи на администрацията и правителството. Мао ги поставя под ръководството на партията. Това положение продължава до 1976 г., когато с помощта на военен преврат начело с Дън Сяопин, и с тежки репресии, се възстановява властта на фракцията, водена от него, за да се пристъпи към арестуването на Бандата на четиримата и връщане към статуквото, предприемане на промени в икономиката, под формата на социализъм с пазарни характеристики и наченки на капиталистическа пазарна икономика.
Според обичайното тълкуване, което обикновено се разпространява в западните медии, в основата на Културната революция е борбата за власт, стремежът на Мао Дзъдун да си възвърне ръководството, подкрепен от амбициите на други членове на партията, като съпругата му Дзян Цин и Лин Бяо, главнокомандващ в армията. Целта е отнемане на политическата власт от Лиу Лиу Шаоци – държавен глава, и Дън Сяопин – генерален секретар на партията. Въпреки че Културната революция завършва с IX конгрес на Комунистическата партия на Китай през април 1969 г., когато Мао обявява официалния ѝ край. Макар че през последвалите години положението е до известна степен спокойно, по-значителен политически обрат е постигнат едва през 1976, след смъртта на Мао, когато във вътрешните борби в Китайската комунистическа партия надделява групата около Дън Сяопин и е арестувана Бандата на четиримата, фракция, водена от Дзян Цин.
Въпросът за това как борбата за власт достига такива високи нива на насилие и социално безредие, заинтригува историци и специалисти в областта на масовата психология, проведени са многобройни академични изследвания, публикувани в Китай и в чужбина през периода на най-новата история на Китай, които се опитват да дадат обяснение за причините за събитията от тези години.

## Хаосът на културната революция
В действителност тя представлява радикализация на китайската революция, оглавявана от Бандата на четиримата. Използва масова мобилизация на студенти (хунвейбини), за да се дискредитира дясното про-капиталистическо крило, водено от Лиу Шаоци, Дън Сяопин и Пен Джен. Хунвейбините са групи от млади хора, в много случаи едва тийнейджъри, които в организирани революционни комитети, атакуват всички онези, които са обвинени в нелоялност към режима и политическата фигура на Мао Дзъдун. Културната революция позволява на последния да си възвърне политическата власт, от която е отстранен след провала на Големият скок напред.
Мао окуражава така наречените „революционни комитети“, съставени от хунвейбините, да изземат властта от държавната и партийната администрация. Много обикновени граждани са атакувани като контрареволюционери. Научните работници също са подложени на тормоз от хунуейбините и са изпратени на превъзпитание чрез селскостопански труд. Образованието и общественият транспорт през този период са почти напълно изчезнали. Унищожени са множество културни артефакти, исторически обекти и антики. В последвалия общонационален хаос мнозина загиват, а милиони са изселени или изпратени в затвора.
Въпреки катастрофалните резултати от Културната революция в икономически, културен и хуманен план, както и всеобщото критично мнение към кампанията в пост-маоистки Китай и в света, някои критици и поддръжници на управлението на Мао анализират периода като съществена стъпка към „пречистването“ на китайската култура и установяването на комунистическо общество.

## Международна обстановка и предпоставки

### Големият скок напред
Големият скок напред е икономически и социален план, общонародна кампания в Китай в периода 1958 – 1961 година, който цели ускоряване на икономическото развитие, бързо развитие на промишлеността и селското стопанство и превръщане на Китайската народна република от аграрна в развита индустриална страна. Нарастването на производството е предвидено със средствата на идеологическата пропаганда.
В този дух, Мао стартира Големия скок напред, създава общини на хора в провинцията и започва масовата им мобилизация в колективи. На много общности е възложено производството на една и съща стока – стомана. Мао обещава да увеличи селскостопанската продукция два пъти. За целта милиони селяни са превърнати в работници на много ниско заплащане. Те са обединени в комуни от по хиляди души, работят под строй и се хранят в обща кухня.
Големият скок е икономически провал. Необразовани фермери се опитват да произвеждат стомана в огромен мащаб, частично разчитайки на обикновени пещи за постигане на производствените цели, определени от местните кадри. Произведената стомана е с ниско качество и до голяма степен неизползваема. Големият скок намалява реколтата и води до спад в производството на повечето стоки, с изключение на чугун и стомана. В същото време хаосът в колективите, лошото време и износът на храни, необходим за да се осигури твърда валута, води до Великия китайски глад. Храната е в отчаян недостиг, а производството е спаднало драстично. Гладът причинява смъртта на милиони хора, особено в по-бедните региони по вътрешността. Смята се, че в Китай между 40 и 50 милиона души умират от глад между 1959 и 1962 г. след тази масова кампания. Катастрофата е сравнима с Втората световна война, когато умират 55 млн. души. Стандартът на живот пада и води до демографски срив.
Провалът на Големия скок намалява престижа на Мао в партията и той е принуден да поеме голяма отговорност, като през 1959 г. подава оставка като държавен глава и ръководител на Китай на държавата и е наследен от Лиу Шаоци. С началото на 1960-те години, много от икономическите политики на Големия скок са ревизирани с помощта на инициативи, ръководени от Лиу, Дън и Джоу Енлай. Тази умерена група прагматици никак не са ентусиазирани за утопичните идеи на Мао. Поради загубата на почит в партията, Мао се отдава на упадъчен и ексцентричен начин на живот. Той се оттегля от взимането на икономически решения и съсредоточава голяма част от времето си за допълнително планиране и приноси към марксистко-ленинската социална теория, включително и идеята за „непрекъсната революция“. Крайната цел на тази теория е да възстанови неговото разбиране за комунизма и неговия личен престиж в рамките на партията.

### Съветско-китайско разединение
Мао Дзъдун поставя пред себе си две главни задачи, които се свеждат до укрепване на ролята му на лидер на политическата арена в КНР: да унищожи опозицията, у която започват да се появяват мисли за реформа на икономиката с частично внедряване на пазарни механизми, и в същото време да намери занимание на бедстващите народни маси и отклони вниманието им. Хвърляйки цялата вина за провала на Големия скок на вътрешната опозиция и на външните врагове, в частност ревизионистите на СССР начело с Хрушчов, Мао убива два заека с един куршум: премахва конкуренцията и дава насока на народното недоволство.
Така в края на 50-те години на 20 век започва дипломатическия конфликт между Китай и СССР, който продължава от 1960 до 1989 година, като апогеят му е през 1969 г. Конфликтът е придружен с разцепление в международното комунистическо движение. Разобличаването на сталинизма на ХХ конгрес на КПСС, както и курсът на Никита Хрушчов за постепенна либерализация на икономиката в рамките на концепцията за мирно съвместно съществуване предизвикват недоволството на Мао Дзъдун като противоречащи на комунистическата идеология и заплашващи личната му власт в ККП. Той счита, че лидерът на СССР не се придържа към принципите на марксизма-ленинизма. Политиката на Хрушчов е наречена ревизионистка, а нейните поддръжници са подложени на унищожителна критика по време на Културната революция. Кулминацията на конфликта e пограничния конфликт на остров Дамански на река Усури.

### Борба за лидерство в ръководството на партията
Към средата на 60-те години на 20 век в партията се сформира недоволство от политиката на Мао Дзъдун. Това недоволство се основава на всеобщото разочарование от провала на политиката на Големия скок. Разбирайки, че може да не удържи властта, Мао започва масов терор. След издигането на лозунга на Мао „Огън по щаба“, в страната започва безпощадна критика срещу Лиу Шаоци, Пън Чжен (секретар на градския комитет на партията в Пекин), Лу Дингжи (министър на пропагандата), Ян Шанкун, Ло Жуйцин и Дън Сяопин. Предявените към тях обвинения се състоят основно в това че са „десни уклонисти, ревизионисти и агенти на капитализма“.
В началото на Културната революция започва кампания на „самокритика“: всички са длъжни в писмена форма да се покаят за своите грешки и грехове пред партията. Опозицията е подложена на многочислени унижения и издевателства, в които влизат не само демагогските разпити, но и „стихийни демонстрации“ пред домовете им. Децата на някои ръководители, които са изпаднали в немилост са подигравани и бити в училище. Някои са хвърлени в затвор, като например Лиу Шаоци, който умира в затвора в началото на 1969 г.
Мао, чувствайки опасността, не може да се ограничи с чистка само във върховните ешелони на властта. Обновлението в редиците на партията приема масов характер. Тези чистки започват още през 1940-те, но сега Мао ги възражда.

## Етапи

### Първи етап
За първи етап може да се счита периода от май 1966 до април 1969 г. Самият Мао Дзъдун счита, че Културната революция започва с публикуването на статията на Яо Уенюан от 10 ноември 1965 г. На 8 август 1966 г. 11-ият пленум на ЦК на КПК приема „Постановление за велика пролетарска културна революция“:
| „ | Въпреки че буржоазията е повалена, тя, въпреки всичко, се опитва с помощта на експлоататорската стара идеология, старата култура, старите нрави и старите обичаи да разложи масите, да завоюва сърцата на хората, усилено се стреми към своята цел – осъществяване на реставрация. В противовес на буржоазията, пролетариатът е длъжен да отговаря на всеки неин призив в областта на идеологията със съкрушителен удар и с помощта на пролетарската нова идеология, новата култура, новите нрави и новите обичаи, да изменя духовния облик на цялото общество. Сега ние поставяме пред себе си за цел да разгромим тези органи, които вървят по капиталистическия път, да разкритикуваме реакционните буржоазни „авторитети“ в науката, да разкритикуваме идеологията на буржоазията и всички други експлоататорски класи, да променим образованието, да преобразим литературата и изкуството, да заменим всички области, несъответстващи на икономическата база на социализма, с такива, които способстват за укрепването и развитието на социалистическия строй. | “ |
| Постановление на Централния комитет на Комунистическата партия на Китай за велика пролетарска културна революция | |   |

Прилагането на класовата теория на практика довежда до „войната на всички срещу всички“. С помощта на демагогски по природа, неясни дефиниции на класовите врагове на пролетариата, дадени от Мао, всеки може да попадне под ударите – от обикновен селянин работник до висшите кръгове. Но най-застрашени от всички са носителите на традицията: бившите феодали, духовенство, интелектуалци и др. Властта, поставена в ръцете на масите, се превръща в примитивно безвластие. Властта попада просто в ръцете на по-силните – младите „бунтовници“ (хунвейбините – ученици и студенти, и цзаофаните), които в крайна сметка могат да действат практически безнаказано.
На 1 юни 1966 г., по радиото е прочетен лозунга (наричан „данзибао“), съставен от Не Юанцзъ, професор по философия в Пекинския университет: „Абсолютно, радикално, изцяло премахване на господството и злонамерения заговор на ревизионистите! Премахване на чудовищата – ревизионистите от крилото на Хрушчов!“ Милиони ученици и студенти, организирани в екипи започват да търсят „чудовища и демони“ сред преподавателския състав, университетското ръководство, а след това местните и общински власти, които се опитват да защитят преподавателите. Обявените за класови врагове са унизявани и подигравани. Разпускането на 26 юли 1966 г. на учениците от всички училища и университети за шест месеца улеснява разгулния живот и привлича допълнително 50 милиона учащи се в червената гвардия на студентите.
През август 1967 г. вестниците в Пекин пишат: „Антимаоистите, това са пуснати на свобода по улиците плъхове ... Убивайте, убивайте ги!“ Изявлението на Лин Бяо, публикувано във вестника на хунвейбините през 1967 г. практически оправдава тези убийства. Министерството на транспорта отпуска през есента на 1966 г. на хунвейбините безплатни влакове за екскурзии из страната, за да „обменят опит“. Културните и научни дейности са почти парализирани и спрени. Затворени са всички книжарници със забрана за продажба на всички книги, с изключение на една: Цитатите на Мао. Те се издават в много варианти: един от тях е книга с корица, изработена от твърда пластмаса, по която не остават следи от кръв. С тях пребиват до смърт много видни лидери на партията, когато от устните им „излиза буржоазната отрова“.
Хунвейбините изгарят декорите и костюмите на Пекинските оперни спектакли: трябва да бъдат представени само написаните от съпругата на Мао „революционни опери от съвременния начин на живот“. В продължение на десет години те са единственият жанр на сценичните изкуства, упълномощени от официалната цензура. Хунвейбините чупят или изгарят църкви и манастири и разрушават части от Великата китайска стена, като иззетите от нея материали са използвани за изграждане на „много по-необходимите“ кочини.
Отрядите на Червената гвардия режат косите на жените, разкъсват твърде тесните панталони, режат високите токчета на дамски обувки, режат наполовина заострените обувки и др. Хунвейбините спират минувачите и им четат цитатите на Мао, претърсват къщите в търсене на доказателства за ненадеждност, като при това правят реквизиции на парите и ценностите на домакините.
По време на кампанията от 10 до 20 милиона млади хора с висше образовани са насилствено откъснати от дома си и депортирани да работят в отдалечени села и планински райони. Правоприлагането и съдебната система са неактивни, така че хунвейбините и цзаофаните получават пълна свобода на действие, което довежда до хаос. Първоначално Червената гвардия работи под контрола на Мао и неговите колеги. Сред тях са много кариеристи, и много от тях са в състояние да направят бърза кариера с помощта на революционната демагогия и терор.
Хунвейбините са деца от семейства в неблагополучно положение. Слабо образовани и от ранно детство свикнали на жестокост, те са чудесен инструмент в ръцете на Мао. Но в същото време например, 45% от бунтовниците в град Кантон са деца на интелигенцията. Скоро обаче сред тях започва разединение на базата на произхода. Те са разделени на „червена“ и „черна“ – първите идват от семейства на интелектуалци и партийни работници, а последните – на бедните и децата на работниците. Между двете групировки започва безпощадна борба. Те интерпретират цитатите на Мао по различен начин.
Есента на 1967 г., Мао използва армията срещу Червената гвардия, която сега отхвърля като некомпетентна и политически незряла. Хунвейбините понякога оказват съпротива на армията. През септември 1967 г. организацията на хунвейбините се саморазпуска. Петте лидери на хунвейбините скоро са изпратени да работят на свинеферма в дълбоката провинция. На 27 април 1968 г. няколко лидери на бунтовниците в Шанхай са осъдени на смърт и публично екзекутирани. През есента на 1967 г. един милион млади хора са изпратени на заточение в отдалечените райони, много от тях остават там в продължение на повече от десет години.

### Втори етап
Вторият етап на Културната революция започва през май 1969 г. и завършва през септември 1971 г.
Деветият конгрес на партията се провежда през април 1969 г. и служи като средство да съживи страната със свежи идеи и нови кадри, след като голяма част от старата гвардия е унищожена в борбите на предходните години. Институционалната рамка на страната, установена две десетилетия по-рано е разбита почти изцяло: делегатите за конгреса са избрани от революционни комитети, а не чрез избори от партийни членове. Представителството на военните се е увеличило от предишния конгрес. Много офицери издигнати до ръководни позиции са лоялни на Лин Бяо, ново разделение на фракции между военните и цивилното ръководство.
Конгресът затвърдява ролята на маоизма в рамките на партията, повторно въвежда Мао Дзъдун като официален водещ на идеологията на партията в партийния устав и официално определя Лин като наследник на Мао. Последният възстановява функцията на някои официални институции и лица, които са преустановени между 1966 – 1968 г.
Периодът е известен с така наречените „Кадрови училища от 7 май“ – първите такива училища се появяват към края на 1968 г. Името си получават от директива на Мао Дзъдун от 7 май 1966 г., в която предлага създаването на училища, в които бюрократични кадри и интелектуалци да извършват полезен физически труд и да провеждат идеологическо преобучение. За висшите чиновници са им построени 106 училища в 18 провинции, в които само близо 100 хиляди чиновници са изпратени, включително Дън Сяопин, както и 30 хиляди членове на семействата им. За чиновниците с по-нисъг ранг има хиляди кадрови училища, в които се обучават неизвестно брой чиновници. Например, към 10 януари 1969 г. в провинция Гуандун са построени почти 300 училища, където са изпратени повече от сто хиляди души.
През този етап добива популярност кампанията „Нагоре към планините, надолу към селата“ (上山下乡, shangshan xiaxiang) – за развиване на селските райони на Китай. Тази програма за преместване и установяване на голям брой ученици от горните класове, студенти, работници и военни от градовете в селските и крайграничните райони, за първи път е приложена в ограничен мащаб преди „Големия скок“, подновена в началото на 1960-те години и ускорена към края на десетилетието. За разлика обаче от периода 1956 – 1966 г., когато кампанията изпраща в провинцията близо 1,2 милиона младежи от градовете, в периода 1968 – 1975 г. в нея са въвлечени не по-малко от 12 милиона души, което съответства приблизително на 10% от градското население на Китай от 70-те години на 20 век.
През 1970 – 71 година се води сериозна борба, която води до включването в критиката на идеята за кадровите училища на самите кадри. В хода на полемиката с „крайно левите“ (Лин Бяо, привържениците му в армията, както и част от бившите дзаофани председателят на Държавния съвет на КНР Джоу Енлай и неговите поддръжници подчертават централните икономически приоритети, включително необходимостта от придържане към централното планиране, следване на процедурите на отчитане на разходите и въвеждане на рационалност. Привържениците на Чжоу Енлай критикуват ултралявата децентрализация и защитават държавното планиране и регулиране.
След победата на Джоу Енлай над „крайно левите“, която се изразява по-силно след смъртта на Лин Бяо и част от поддръжниците му през септември 1971 г. в самолетна катастрофа, Културната революция се измества към въпроси, свързани с културата, като се избягват нови инициативи в икономиката.

### Трети етап
Третият етап на Културната революция продължава от септември 1971 до октомври 1976 г., до смъртта на Мао Дзъдун. Характеризира се с доминирането на Джоу Енлай и „Бандата на четиримата“ (Джан Цунцяо, Яо Уънюен, Уан Хунуън и Дзян Цин) в икономиката и политиката.

#### Антагонизъм
Със смъртта на Лин Бяо и здравето на Мао в упадък, е ясно, че трябва да се търси нов заместник. Позицията на Цзян Цин се засилва и тя има огромно влияние в радикалния лагер, отделно политически амбиции. Тя се съюзява с Ван Хунвен и пропагандистките специалисти Чжан Чунцяо и Яо Венюан и формира политическата клика, по-късно наречена Бандата на четиримата.
До 1973 г., фракционните борби продължават във фабрики, железопътни линии, както и в местната власт. Икономиката на страната е в безпорядък. Освен това, ядрото на партията става силно доминирано от привърженици на Културната революция и леви радикали, чийто фокус остава поддържането на идеологическата чистота. Икономиката остава прерогатив на Джоу Енлай, един от малкото оцелели от умерените. Бандата на четиримата изказва недоволство от влиянието на Джоу, и го определя като основната им политическа заплаха.
С крехката икономика и заболяването от рак на Джоу, Дън Сяопин възобновява политическата си кариера като заместник-премиер през април 1973 г., в първата от поредица промоции, одобрени от Мао. Той започва да председателства партийни срещи докато Джоу Енлай е в болница на лечение. Междувременно Мао издава серия от изобличения срещу бандата на четиримата, критикува неспособността им да управляват икономиката.
В края на 1973 г. за да отслаби политическата позиция на Джоу и да се дистанцира от очевидното предателство на Лин, Цзян Цин започва кампания „Критикувай Лин, критикувай Конфуций“. Политическата битка е извършена чрез исторически алегории, и въпреки че никога не се споменава името на Джоу Енлай по време на тази кампания, други попадат под тяхната мишена. Обществеността е уморена от продължителни политически кампании, които нямат никаква практическа стойност и не участва с ентусиазъм. Кампанията не успява да постигне своите цели.
По това време, Цзян Цин и асоциирани с нея последователи държат контрол над средствата за масова информация и пропаганда, докато Джоу и Дън имат контрол над повечето държавни органи. Дън категорично се обявява против раздорите, и неговите политики са насочени към насърчаване на единство като първа стъпка към възстановяване на икономическата производителност. Мао обаче не е доволен от тази политика и кара Дън да напише самокритика през ноември 1975 г.

#### Инцидентът на площад Тиенанмън
Джоу Енлай умира на 8 януари 1976 година. Всички видни партийни ръководители присъстват на погребението, с изключение на Мао. Причините са две – растящото неодобрение на идеите му и влошено здраве. Но за много граждани на КНР Джоу е герой и след съобщението по радиото и телевизията, жителите на Пекин започват да носят венци и цветя на Паметника на народните герои на площад Тиенанмън.
Мао Цзедун никога не изпитва особена привързаност или признателност, и смъртта на стария му съратник не го трогва. Той заповядва да не се провеждат траурни митинги. Това оскърбява китайците и през пролетта на 1976 година възмущението и неодобрението нараства. В края на март, в навечерието на празника Цинмин, започва стихийно движение в негова памет. Властите заповядват да се затворят гробищата с неговите останки, а партийни активисти се опитват да уговорят населението да се разотиде. Но недоволството прераства в демонстрации в редица градове. Особен размах получават протестите в Нанкин. Въпреки информационното заглушаване, вестта за събитията в Нанкин достига Пекин на 31 март, където вече няколко дни подред текат митинги. Обществената реакция на събитията е обявена за контрареволюционна и за една нощ площада е изчистен от всички венци и цветя, а след това е поставен кордон, който да забрани достъпа.

#### Смъртта на Мао и краят на Културната революция
На 9 септември 1976 г. умира Мао Дзъдун. За привържениците му, неговата смърт символизира загуба на революционните основи на комунистически Китай. Когато смъртта му е обявена в следобеда на 9 септември, в прессъобщение, озаглавено „Известие на Централния комитет на НДК и Държавният съвет към цялата партия, цялата армия и на хората от всички националности в цялата страна“, нацията е обвзета от скръб и траур, с хора, плачещи по улиците и обществените институции затворени в продължение на една седмица.
Преди да умре, Мао оставя Хуа Гофън за заместник. Счита се, че му липсват политически умения и амбиции, и на пръв поглед не представлява сериозна заплаха за Бандата на четиримата в надпреварата за властта. Въпреки това, радикалните идеи на бандата се сблъскват с влиятелни ръководители и голяма част от партийните реформатори. С подкрепата на армията на 10 октомври всички членове на Бандата на четиримата са арестувани в безкръвен преврат.